# Exoprosopa insignifera
Exoprosopa insignifera är en tvåvingeart som beskrevs av Neal L. Evenhuis och Greathead 1999. Exoprosopa insignifera ingår i släktet Exoprosopa och familjen svävflugor. Inga underarter finns listade i Catalogue of Life.